# Varecia variegata
El lémur rufo blanco y negro o lémur de collar blanco y negro (Varecia variegata) es una especie de primate estrepsirrino de la familia Lemuridae.

## Características
El lémur rufo blanco y negro alcanza una longitud de entre 50 y 60 cm, aunque normalmente es un poco más pequeño, y pesa aproximadamente entre 3,5 y 4,5k g. Su vida en cautiverio es de aproximadamente 18 años pero muchos llegan a 20. El lémur rufo blanco y negro presenta zonas de color blanco sobre su cabeza, miembros y parte posterior. Su cuello tiene una melena y la cara tiene un hocico como de perro. El macho y la hembra son iguales. Ellos tienen la segunda llamada más ruidosa de cualquier primate, seguido del mono aullador.   
Los depredadores más comunes del lémur rufo en blanco y negro  las águilas y la fosa (Cryptoprocta ferox). Como el lémur rufo blanco y negro es diurno, la fosa nocturna plantea la amenaza más grande.
Aunque las hembras suelen dar a luz a gemelos, los datos disponibles sugieren que no siempre se reproducen con éxito todos los años, y que una madre típica tiene sólo una cría cada dos años. La dieta consiste principalmente de los frutos maduros y parece que sólo explotan un número pequeño de especies de árboles.

## Hábitat y comportamiento

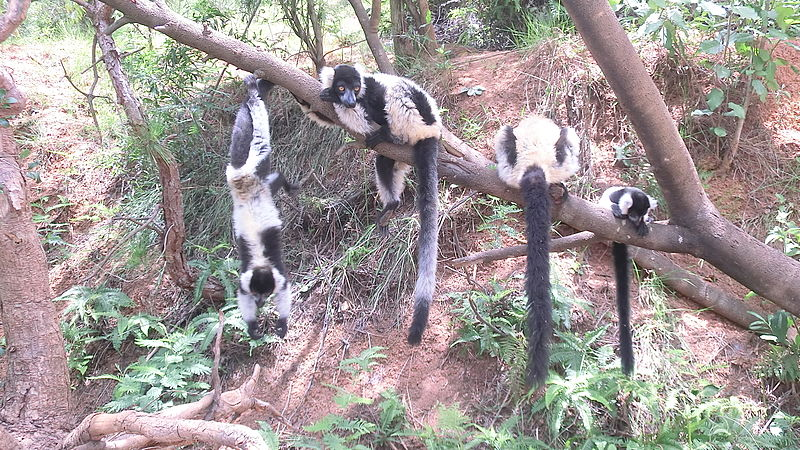
Varecia variegata

Varecia variegata es endémico de la selva baja de Madagascar. Según un estudio a largo plazo que se llevó a cabo en Mangabe Nosy por Morland (entre 1990 y 1993), en esta isla el animal exhibe un sistema social en el que las comunidades más grandes, de hasta 16 individuos, se dividen en pequeños grupos básicos durante las épocas del año en que las frutas son escasas. Comportamiento que puede mejorar la eficiencia del forrajeo para cada lémur individual. Estos grupos básicos no son cohesivos y continúan dividiéndose y fusionándose constantemente.

## Estado de conservación
Se ha determinado una disminución de la población superior al 80 % en un período de 21 años (tres generaciones), basándose principalmente en las observaciones e inferido a través de la disminución del hábitat natural, tanto en extensión y como en calidad, a causa de la continua tala de la selva para la agricultura y la minería. Aunque el principal factor es una sobreexplotación a través de la caza que causa una presión insostenible. Estas causas no han cesado y es en gran medida un proceso irreversible. Por lo que ha sido catalogado en la Lista Roja de la UICN como en peligro crítico. Su distribución es muy desigual y fragmentada, y su densidad de población es, en general, baja.

## Subespecies
Se reconocen las siguientes subespecies:
- Varecia variegata variegata
- Varecia variegata editorum
- Varecia variegata subcincta